# Параназални синуси
Параназални синуси (лат. sinus paranasales) су шупљине испуњене ваздухом смештене унутар костију лица и лобање. Оне комуницирају са носном дупљом путем отвора (орифицијума) или канала (дуктуса) и обложене су веома танком слузокожом.

## Развој
Основна улога носне слузнице код већине сисара се огледала у детекцији мириса (олфакторна функција). Еволуцијом је она почела да губи на значају (поготово код човека) и слузокожа је постала важан фактор у процесу дисања. На развој параназалних шупљина, односно промену њиховог облика и положаја, утицали су промена положаја тела у простору (прелазак на усправни начин хода), промена начина исхране (нарочито прелазак са сирове на термички обрађену храну), увећање мозга итд.
Код човека синуси почињу да се развијају одмах након рођења јединке, а овај процес пнеуматизације се завршава између 14. и 16. године живота.

## Подела
Синуси де деле према костима у којима су смештени на четири основне групе:
- чеони синус,
- вилични синус,
- ситасти синус (лат. sinus ethmoidalis) и
- клинасти синус (лат. sinus sphenoidalis).[3]

## Биолошка улога
Улога параназалних шупљина још увек није дефинитивно разјашњена, али се претпоставља неколико могућих функција:
- шупљине унутар костију смањују тежину лобање,
- повећање резонанције гласа,
- изолација структура осетљивих на температуру (коренови зуба и очи) од сталних температурних промена у носној дупљи,
- влажење и загревање удахнутог ваздуха итд.

## Обољења
Кроз отворе и канале слузокожа синуса је повезана са слузокожом носне дупље. Због тога различити фактори који доводе до отока и упале носне слузнице (прехлада, алергије) или ометају проток ваздуха и нормалну секрецију слузи, могу директно или индиректно да изазову упалу синуса. Разликују се акутна и хронична форма овог обољења.

## Остали синуси
Постоје и шупљине унутар петрозног дела слепоочне кости (мастоидне ћелије) али је њихова слузокожа у контакту са средњим ухом.